# Blaine Pedersen
Blaine Pedersen est un homme politique canadien, il est élu à l'Assemblée législative du Manitoba lors de l'élection provinciale de 2011. Il représente la nouvelle de circonscription de Midland en tant qu'un membre du Parti progressiste-conservateur du Manitoba.
Il était député d'une ancienne circonscription de Carman.